# ردم الأساطير (مسلسل)
ردم الأساطير مسلسل سوري إنتاج 2002 من تأليف عبد الرحمن الضحاك وإخراج : هيثم حقي، وبطولة عدد من الممثلين السوريين منهم الممثل القدير عباس النوري

## عن المسلسل
يتميز هذا المسلسل بأنه الأول من نوعه في الدراما السورية، كذلك في موضوعه.. وهو يرصد فترة مهمة وحرجة تعج بالأحداث في سورية ولبنان بين أعوام 1982 ـ 1984، كما تقول الشركة المنتجة «عن صراعنا مع العدو الصهيوني الذي يريد أن ينسب حضارتنا إليه ويجعلنا عابرين في الدرب».
ومن المعروف أن تلك الفترة شهدت الاجتياح الإسرائيلي للبنان وما شهدته من محنة قاسية عاشها لبنان عبر حرب عبثية بين الفئات المتصارعة، ومن جهة ثانية ومحاولة إسرائيل التجسس اوالتسلل إلى حضارة «ايبلا» السورية التي كشف علماء الآثار عن مكتبتها ورقمها التاريخية، ومحاولتها تجيير هذه المكتشفات لصالحها، ولإثبات وجودها في المنطقة.. وهذا ما كذبته مكتشفات مملكة ايبلا السورية.

## قصة المسلسل
يتناول العمل فترة الثمانينات في سوريا ولبنان، حيث يرصد الصراع العربي الإسرائيلي، ووصول موجة كبيرة من المتسللين والجواسيس لسرقة الأرض وطمس الهوية العربية.

## ممثلون
- عباس النوري
- عبد المنعم عمايري
- سلاف فواخرجي
- خالد تاجا
- نضال نجم
- وائل رمضان
- تيم حسن
- نادين سلامة
- عبد الحكيم قطيفان